# 水磨河 (乌鲁木齐)

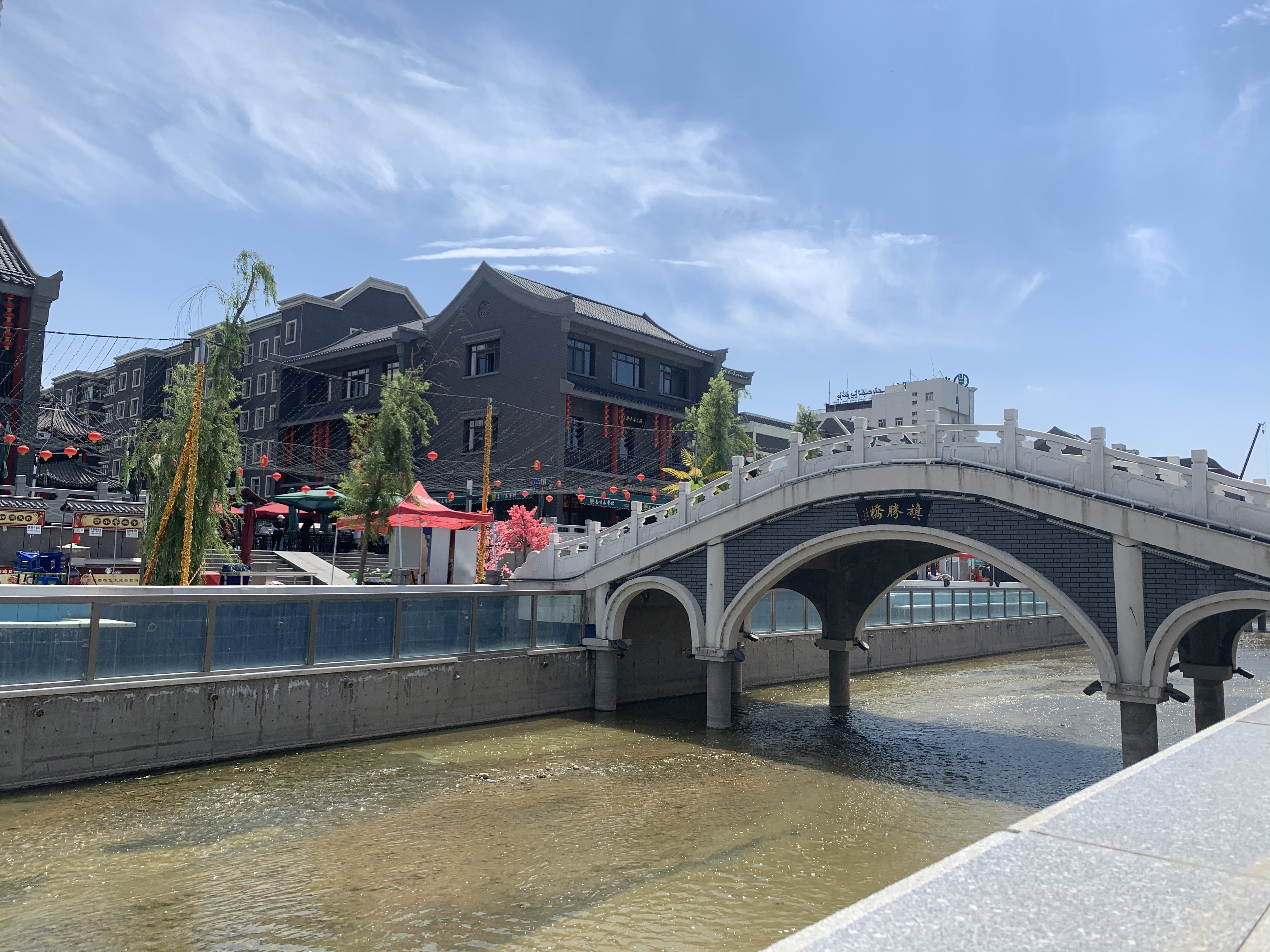
乌鲁木齐市米东区贡米巷内的水磨河

水磨河，流经中华人民共和国新疆维吾尔自治区乌鲁木齐市东部的一条河流，属于博格达山北麓水系中的一条内流河，主要流经乌鲁木齐水磨沟区和米东区，全长27.2千米，流域面积281.4平方千米，年均径流量3640万立方米。水磨河是乌鲁木齐东部农业生产、生活引用及绿化的重要水源，被列为乌鲁木齐重要饮用水水源保护区之一。